# Urocalpe nigriplaga
Urocalpe nigriplaga är en fjärilsart som beskrevs av W. Warren 1904. Urocalpe nigriplaga ingår i släktet Urocalpe och familjen mätare. Inga underarter finns listade i Catalogue of Life.